# Modamio
Modamio es una localidad española del municipio de Retortillo de Soria, perteneciente a la provincia de Soria, en la comunidad autónoma de Castilla y León. 

## Geografía
Pueblo de la Comunidad de Villa y Tierra de Gormaz. Desde el punto de vista jerárquico de la Iglesia católica forma parte de la diócesis de Osma la cual, a su vez, pertenece a la archidiócesis de Burgos.

## Historia
Perteneció tras la reconquista de la zona al Alfoz de Gormaz quedando su historia ligada a la villa de Gormaz hasta la liquidación de los señoríos en el siglo XIX.
En el censo de 1787, ordenado por el conde de Floridablanca,  figuraba como lugar del partido de Gormaz en la intendencia de Soria,  con jurisdicción de señorío y bajo la autoridad del alcalde pedáneo, nombrado por el conde de Ribadavia. Contaba entonces con 151 habitantes.
A la caída del Antiguo Régimen la localidad se constituye en municipio constitucional , en la región de Castilla la Vieja, partido de El Burgo de Osma, que en el censo de 1842 contaba con 26 hogares y 102 vecinos.
El municipio de Modamio desapareció en 1966, al fusionarse con los de Retortillo de Soria, Sauquillo de Paredes, Losana, Madruédano, Torrevicente y Valvenedizo. A mediados del siglo XIX, el lugar tenía contabilizada una población de 102 habitantes. Aparece descrito en el decimoprimer volumen del Diccionario geográfico-estadístico-histórico de España y sus posesiones de Ultramar de Pascual Madoz de la siguiente manera:

MODAMIO: l. con ayunt. en la prov. de Soria (10 leg),. part. jud. del Burgo (5), aud. terr. y c. g. de Burgos (22), dióc. de Osma (5): sit. en terreno pedregoso, y combatido principalmente por los vientos del N.; su clima es frio pero sano. Tiene 42 casas; la consistorial; escuela de instruccion rimaria frecuentada por 18 alumnos de ambos sexos á cargo de un maestro á la vez sacristan y secretario de ayunt., dotado con 36 fan. de trigo; una fuente de buen agua que aprovecha el vecindario para beber y demas necesidades domésticas; una igl. parr. de primer ascenso (La Natividad de Ntra. Sra.), matriz de las de Madruedano y Sauquillo. térm.: confina N. Perera; E. Negrales y Sauquillo; S. Retortillo, y 0. Madruedano: dentro de él se encuentran 2 fuentes, de las cuales una da origen á un arroyo que corre de S. á N. El terreno es algo arenoso y de regular calidad: comprende un monte encinal con muchas yerbas aromáticas, y una pequeña deh. caminos: los locales, todos de herradura en mediano estado. correo: se recibe y despacha en la administracion del Burgo, por un cartero. prod.: trigo, cebada, avena, garbanzos, patatas, leñas de combustible y yerbas de pasto, con las que se mantiene ganado lanar y las yuntas necesarias para la agricultura; hay caza de perdices y liebres. ind.: la agrícola y recria de ganados. comercio: esportacion del sobrante de frutos, é importacion de los artículos de consumo que faltan. pobl.: 26 vec., 102 alm. cap. imp.: 16,019 rs. presupuesto municipal: 550, se cubre por reparto vecinal.
(Madoz, 1848, p. 444)

En 1999 se creó la Asociación Cultural "Modamio Recupera", cuyo símbolo es el olmo que había plantado en la plaza frente a la iglesia.

## Demografía
| Gráfica de evolución demográfica de Modamio entre 1842 y 1960 |
| |
| Población de derecho según los censos de población del INE Población de hecho según los censos de población del INEEntre el censo de 1970 y el anterior, este municipio desaparece porque se integra en el municipio 42155 (Retortillo de Soria) |

En el año 1981 contaba con 4 habitantes, concentrados en el núcleo principal, los mismos que en 2010, 3 varones y 1 mujer.
| Gráfica de evolución demográfica de Modamio entre 2000 y 2010                                    |
|                                                                                                  |
| Población de derecho (2000-2010) según los censos de población del INE a 1 de enero de cada año. |